# استثناء شامل
الاستثناء الشامل هو مغالطة غير رسمية متعلّقة بالتعميم. الاستثناء الساحق هو تعميم صحيح، ولكنّه يتضمّن صفة واحدة أو أكثر (استثناء) تلغي العديد من الحالات التي ينطوي عليها التعميم، ممّا يقلّل - بشكلٍ كبير- من أهمّيّة الحالات المتبقيّة بالمقارنة مع الانطباع الذي يعطيه التقرير الابتدائي، ومن الممكن أن يكون الهدف من ذلك هو زيادة قابلية التعميم للتصديق.

## أمثلة
- «حسناً، ولكن ما الذي قدّمه الرومان لنا على مرّ الأزمنة؟، فضلاً عن توفير المرافق الصحّيّة، والطبّ، والتعليم، والنبيذ، وفرض النظام العامّ، والريّ، والطّرق، وشبكات المياه العذبة، والصحّة العامّة؟» – من فيلم حياة براين (1979) من تاليف وإخراج وتمثيل فرقة مونتي بايثون.

محاولة التضمين (الخاطئة في هذه الحالة) هي أنّ الرومان لم يُقدّموا أيّ شيءٍ لهم.
- «تساعد سياسَتًنا الخارجيةُ البلدانَ الأخرى دائماً، ولكن بالطّبع، باستثناء تلك الدول التي تقف ضدّ مصالحنا الوطنية...»

التضمين الخاطئ هو أنّ سياستهم الخارجيّة تساعد البلدان الأخرى دائمًا.
- «حسنًا، أعدك بأن تكون إجابتي» نعم«دائمًا، ما لم يكن هناك حاجة للإجابة بـ» لا"." – من فيلم مدغشقر: الهروب 2 أفريقيا.